# 2971 Mohr
2971 Mohr là một tiểu hành tinh vành đai chính với chu kỳ quỹ đạo là 1229.6049105 ngày (3.37 năm).
Nó được phát hiện ngày 30 tháng 12 năm 1980. Nó được đặt theo tên nhà thiên văn học Séc Josef M. Mohr.